# Jimena Pérez Blanco
Jimena Pérez Blanco (Santander, Cantabria, 22 de agosto de 1997) es una nadadora española.

## Trayectoria
Creció desde joven en Madrid, donde se instalaron pronto sus padres. Se federó por primera vez a los 7 años. En 2013 disputó el Campeonato de Europa Júnior de Natación disputado en Poznan. Compitió en 400, 800 y 1500 metros libres, así como en el 400 metros estilos. Fue cuarta en dos ocasiones, pero medalla de oro en los 1500, donde terminó con un tiempo de 16:30.63.
Fue medallista de plata en los 800 metros libres en los Juegos Olímpicos de la Juventud de Nankín 2014 con un tiempo de 8:36,95. Además, también participó en 200 metros estilos (décimo lugar), 200 metros mariposa (octava), 400 metros libres (duodécima) y en los 4x100 metros estilos (décimas). Su entrenador era Antoni Bravo, pero a finales de año pasó a serlo Frederic Vergnoux. En el Campeonato Europeo de Natación de 2016 celebrado en Londres fue sexta en los 800 metros libres.
Participó en el Campeonato Mundial de Natación de 2017 celebrado en Budapest, donde obtuvo el noveno lugar en la prueba de 1500 metros con un tiempo de 16:21.45.
En 2018 participó en los Juegos Mediterráneos de 2018 disputados en Tarragona. Fue novena en los 200 metros mariposa y quinta en los 800 metros libres. Poco después participó en el Campeonato Europeo de Natación de 2018 celebrado en Glasgow. Disputó los 800 y los 1500 metros libres, obteniendo en ambas pruebas la sexta plaza. A finales de año disputó los 400 y 800 metros libres del Campeonato Mundial de Natación en Piscina Corta de 2018 donde finalizó en decimoquinta y décima posición, respectivamente.
En el Campeonato Mundial de Natación de 2019 celebrado en Gwangju terminó en undécimo lugar en el 800 metros libres y decimotercera en los 1500 metros libres.
En enero de 2021 disputó el Campeonato de España de Natación de Larga Distancia en San Cugat del Vallés, convirtiéndose en campeona de España de 5000 metros, batiendo además el récord de España de Mireia Belmonte. Poco después fue segunda en el Campeonato de España Open de Primavera de Natación 2021 disputado en Sabadell. A pesar de quedar en segundo lugar, consiguió plaza para acudir a los Juegos Olímpicos de Tokio 2020 gracias al tiempo obtenido (16.08,79) en diciembre de 2020 en el 1500 metros libres disputado en Castellón. El día anterior se había proclamado campeona de España de 800 metros libres con un tiempo de 8.33,17 que la permitían acudir al Campeonato de Europa y también a los Juegos Olímpicos en dicha distancia. El último día de competición se proclamó por segunda vez campeona de España en los 400 metros libres con un tiempo de 4:13,65. En el Campeonato Europeo de Natación de 2021 fue séptima en 800 y 1500 metros. También participó en los Juegos Olímpicos en el Campeonato Mundial de Natación en Piscina Corta de 2021, pero no pasó de la fase de clasificación.

## Clubes
- Club Deportivo Gredos San Diego
- Club Natació Barcelona (desde 2021)